# 1982 في العراق
فيما يلي قوائم الأحداث التي وقعت خلال عام 1982 في العراق.

## أفلام
من الأفلام التي صدرت هذه السنة في العراق:
- 1 يناير – مطاوع وبهية من إخراج صاحب حداد.

## كتب
من الكتب التي صدرت هذه السنة في العراق:
- 1 يناير – اقتصادنا من تأليف محمد باقر الصدر.

## مواليد

### يناير
- 22 يناير – سعيد محسن علي لاعب كرة قدم عراقي.

### فبراير
- 7 فبراير – لؤي صلاح لاعب كرة قدم عراقي.[1]

### يونيو
- 9 يونيو – حيدر عبد الرزاق لاعب كرة قدم عراقي.[2]
- 17 يونيو – علي مجبل فرطوس لاعب كرة قدم عراقي.[3]
- 18 يونيو – أحمد صلاح علوان لاعب كرة قدم عراقي.

### يوليو
- 1 يوليو – باسم عباس لاعب كرة قدم عراقي.[4]
- 24 يوليو – عماد محمد لاعب كرة قدم عراقي.[5]

### أغسطس
- 2 أغسطس – أحمد علي جابر لاعب كرة قدم عراقي.[6]
- 21 أغسطس – صالح سدير لاعب كرة قدم عراقي.[7]

### أكتوبر
- 28 أكتوبر – ثائر الدراجي سياسي عراقي.

### نوفمبر
- 2 نوفمبر – حيدر عبد الأمير لاعب كرة قدم عراقي.[8]

## وفيات

### يناير
- 1 يناير – عبد الواحد عزيز (مواليد 1931) ربّاع عراقي.[9]
- 1 يناير – مزاحم الباجه جي (مواليد 1890) سياسي عراقي.

### يوليو
- 8 يوليو – أحمد النجفي الزنجاني (مواليد 1908) فقيه شيعي وخطاط إيراني - عراقي.

### أكتوبر
- 4 أكتوبر – أحمد حسن البكر (مواليد 1914) الرئيس الرابع لجمهورية العراق.[10]